# Albizia vaughanii
Albizia vaughanii é uma espécie de leguminosa da família Fabaceae. Apenas pode ser encontrada em Maurícia. Seu hábitat natural são as regiões subtropicais ou os tropicais secos de florestas.